# Vincenzo Vasi
Vincenzo Vasi (Rimini, 25 luglio 1964) è un cantante, musicista e compositore italiano conosciuto per le sue sperimentazioni musicali e sonore con il theremin.
Oltre agli album a proprio nome è stato tra i fondatori di numerosi ensemble musicali ed ha collaborato a dischi di artisti come Vinicio Capossela, Duo Bucolico, Alessandro Grazian, Mauro Ottolini, Mike Patton, Guano Padano, Remo Anzovino, Quintorigo, Zeus!, Mauro Ermanno Giovanardi, Angela Baraldi, Cesare Cremonini, Afterhours, Chris Cutler e Lombroso.

## Biografia
Nato a Rimini (1964), Vasi cresce musicalmente nell'ambiente del rock anni '70 e della new wave anni '80. 
Polistrumentista, compositore versatile e dallo stile surreale - suona infatti  basso, thereminmarimba, vibrafono, elettronica e voce - è considerato uno dei musicisti più eclettici in Italia nell’ambito delle musiche eterodosse e non. Il suo stile spazia trasversalmente dalla sperimentazione elettronica sino al pop d’autore.
Attivo sin  dal 1990 nell’ambito della musica di ricerca con diversi progetti, tra i quali 
Ella Guru, Musica nel buio, Trio Magneto, N.O.R.M.A., Eva Kant, 66SIX, 
Tristan Honsinger’s Smal Talk, Specchio Ensemble, Orchestra Spaziale, Gastronauti, Shellvibes, VinceVasi QY Lunch.
Incrociando il teatro, la rimusicazione di film muti, l’installazione sonora, ha quindi partecipato a numerosi festivals internazionali, incidendo oltre 150 album. 
Dal 1997 al 2003 stato membro di Bassesfere, associazione culturale bolognese per la divulgazione della musica improvvisata e di ricerca.

### Anni '80
Inizia a sperimentare vari generi e strumenti fin dagli anni '80.
Nel 1982 è tra i fondatori del gruppo wave riminese Shaming Borsalino. Il gruppo si scioglie nel 1985, dopo due anni sotto osservazione dell’I.R.A. Records, poi abbandonati. Le uniche pubblicazioni esistenti sono Exotic Bar, contenuta nella raccolta Voyage Through The Deep '80s Underground In Italy - Vol. 7 - Emilia-Romagna 1 e Dea No in 391-Vol.7 Emilia Romagna - entrambe pubblicate dall'etichetta Splittle Records. 
Dal 1987 al 1995 fa parte del progetto Tondo di Roberto Vallicelli e Luca "Bettina" Ravaioli, una formazione lovely pop elettronico con la quale intraprende tournée nel sud della Francia, realizza sonorizzazioni per sfilate di moda, partecipa ad Arezzo Wave nel 1991 e compare in 2 compilations.

### Anni 90
Dagli anni '90 è attivo nell'ambito della musica di ricerca con diversi progetti.
Nel 1990 comincia a suonare con gli Ella Guru di Giorgio Casadei e Massimo Semprini, formazione di jazz rock elettrico in tempi dispari, sci-fi e musica improvvisata, con la quale realizza concerti e ha in attivo due CD per i quali collabora alla produzione fondando insieme a Giorgio Casadei l'etichetta discografica Bubol Gabol.
Nello stesso anno entra anche in Mooksa, formazione variabile di stampo jazz rock con la quale partecipa allo spettacolo teatrale Concerto per la regina di Polonia - oratorio e musica, per la regia dello scrittore Santarcangiolese Flavio Nicolini e con l'attore Riccardo Cucciolla. Lo spettacolo viene eseguito nei teatri dell’Emilia Romagna e a Santarcangelo dei Teatri.
Altre esperienze riguardanti il cinema muto vengono collaborando nel 1993 con Aliosha Zimmerman e nel 1999 con Tiziano Popoli, con il quale vince il 1° Premio della prima edizione del Concorso Rimusicazioni promosso dall'Associazione Culturale Harlock di Bolzano con le musiche realizzate per il film L'uomo con la macchina da presa di Dziga Vertov.
Nel 1992 nasce Musica nel Buio, fondata da Marco Dalpane: qui l'organico di Ella Guru di sei elementi si avvale altresì di un quartetto d'archi e di solisti tra i quali il clarinettista e sassofonista Tony Coe. Crea ed esegue dal vivo partiture originali in accompagnamento a film muti e ha all'attivo venti partiture. Due di esse L'uomo meccanico e Addio giovinezza sono pubblicate in VHS dalla Mondadori e Carnevalesca viene trasmessa su Tele+.
Vasi viene invitato a numerosi festivals e rassegne cinematografiche di rilievo sia in Italia che in Europa, tra i quali il Belgian Jazz Festival di Bruxelles, il festival della musica di Strasburgo, le Giornate del Cinema Muto di Pordenone. Partecipa inoltre agli spettacoli teatrali Lo spettro blu Cabaret, regia di Nanni Garella e Giuseppe Di Leva, prodotti dall'Arena del Sole di Bologna.
Nel 1993, su commissione di AngelicA Festival, è tra i fondatori di Riciclo delle Quinte. Nell'edizione '93 è ospite Wolter Wierbos.
Entra quindi a far parte di N.O.R.M.A., organico variabile fondato da Massimo Simonini e Tiziano Popoli. Qui ha l'occasione di suonare a fianco di Chris Cutler e Phil Minton in svariati festivals europei, tra i quali Interzone a Novi Sad dove per l'occasione si unirà al gruppo la musicista giapponese Tanaka Yumiko (voce e shamisen di Ground Zero).
Nello stesso periodo entra nell'Orchestra Eva Kant, nella quale convivono esperienze e musicisti legati all'area della musica di ricerca a Bologna.
Nel 1996 partecipa a Conduction n° 61 di Butch Morris, al Podewil di Berlino.
Nel 1997 si trasferisce a Bologna per essere a stretto contatto con la realtà musicale improvvisativa a cui è interessato.
È tra i fondatori del Trio Magneto, easy listening per adulti dal rock alla musica contemporanea, con il quale partecipa ad AngelicA '97 ed incide il CD omonimo.
Suona nel Gezz Zero Group di Carlo Gatteschi.
Entra ufficialmente a far parte di Bassesfere, Associazione Culturale che si propone di divulgare progetti nell'ambito della musica improvvisata e di ricerca. Nello stesso anno entra in 66SIX di Francesco Cusa, in Specchio Ensemble di Domenico Caliri, in Impossibili di Guglielmo Pagnozzi con cui partecipata nell'anno successivo al festival AngelicA.
Nel 1998 suona al Jazz in Town di Bologna con Agù di Domenico Caliri ospiti Antonello Salis, Gianluca Petrella e Stefano De Bonis.
Contemporaneamente collabora alla creazione dell'Orchestra Spaziale di Giorgio Casadei, big band con un repertorio eterogeneo basato principalmente sull'easy listening, colonne sonore di film, telefilm e composizioni originali.
Entra a far parte di Shellvibes, musica per conchiglie, di Gerard Antonio Coatti. Partecipa a tournées in Italia e a trasmissioni televisive su RAI 3, Canale 5, Tmc 2, Match Music.
Nel 1999 fonda il duo Gastronauti insieme a Mirko Sabatini e incide Mosche Mutanti.
Esegue dal vivo le musiche di Tiziano Popoli per lo spettacolo di danza moderna Alcools di Manon Peronne, presso Casa Michael Pacher di Brunico.

### Anni 2000
Nel 2000 suona nella rassegna Cassero Jazz all'interno del Festival Jazz Crossing con Cristina Zavalloni, Pierre Favre e la danzatrice Carla Vannucchi, e al Mama’s Club di Ravenna con Skrunch di Francesco Cusa, ospite Michael Riessler.
È a Bergen in Norvegia, al NattJazz Festival con Impossibili Turiddu Fetu.
È in tour a Londra con Bobadillo, quintetto di Pete Watson.
Fonda il Toby Dammit Quartetto, partecipando alla rassegna L’Anfiteatro del Cinema a Rimini, musicando i due film muti Nerone e Quo Vadis.
Partecipa come attore e musicista alla spettacolo teatrale Pic-nic, in collaborazione con Amorevole Compagnia Pneumatica, Terzadecade e Bassesfere.
Con l’Orchestra Spaziale Casadei esegue un repertorio di musiche di Frank Zappa, come solista cantante e di theremin, all’interno della rassegna Il Virus e l’Onda del Teatro Valli di Reggio Emilia.
Fonda il Saiva Duo, con Massimo Semprini e il Vince Vasi QY Lunch, in cui le sue composizioni per computer e suoni elettronici obsoleti prendono vita, coadiuvate dal polistrumentismo live dello stesso: basso elettrico, theremin, voce, vibrafono.
Inizia la programmazione live in prima serata all’interno della discoteca Cocoricò di Riccione.
Nel 2001 compone, esegue e registra le musiche per il documentario Le streghe della notte, in onda su Rai 1, con Alberto Capelli e Pierpaolo De Gregorio.
Cura e partecipa all’installazione sonora Bassa Fedeltà, all’ interno della rassegna Colloqui con Y presso l'Auditorium di Molinella nella provincia di Bologna. L’installazione è replicata nella rassegna Espaces Emergents a Montréal (Québec) in Canada.
È invitato ad eseguire il suo primo solo Theremin all’interno di Aspettando AngelicA a Bologna, nonché come ospite solista del Playground Ensemble, durante AngelicA Festival.
Partecipa con il Saiva Duo al Festival Benevento Città spettacolo di Benevento.
È in trio con Massimo Simonini e Tiziano Popoli al Festival della Filosofia di Modena.
Nel 2002 registra a Rai Radio 2 come thereminista e vibrafonista il racconto infiammabile per suoni e canzoni I cerini di S. Nicola, di e con Vinicio Capossela, con cui inizia una collaborazione che proseguirà anche negli anni a venire.
Nella notte del 25 Dicembre va in onda su Rai Radio 3 uno speciale antologico su AngelicA 2002, Galleria San Francesco nel programma Esercizi di memoria - battiti, a cura di Pino Saulo.
In dicembre è a Parigi al Festival Batofar cherche l'Italie, con Gastronauti.
È in tour a Londra con il trio Dubash.
In novembre partecipa al festival Ragù Boréal a Montréal con Gastronauti duo con Bernard Falaise e Jean René, in quartetto con Mirko Sabatini, Jean Pierre Gauthier e Paolo Angeli, e sempre in quartetto con Andrea Martignoni, Mirko Sabatini, Sam Shalabi.
Suona all'Italian Jazz Rebels di Forlì con il Collettivo Bassesfere e con Switters ed in trio con Steve Piccolo e Gak Sato.
Partecipa al Festival AngelicA come cantante e figura nell'opera mobile Galleria San Francesco di Tristan Honsinger e Ermanno Cavazzoni, con un'orchestra di 20 elementi ed ospiti quali Aleksander Kolkowski e Misha Mengelberg.
Fonda il gruppo Psycobomb, elettronica intelligente, che spazia dalla new electro music al nu-house miscelandoli insieme fino a creare uno stile assolutamente personale dove il theremin e la voce si muovono improvvisando sugli intrecci dei sequencer / campionatori / filtri / delay dei due DJ's.
Il trio incide un CD e partecipa al Festival di Musica Elettronica Distorsonie al Link di Bologna, oltre a numerosi concerti.
Quasi contemporaneamente fonda il gruppo Switters - suoni asimmetrici per una realtà asimmetrica - con cui incide un CD e realizza tounèes.
Questo nuovo sodalizio lo porta prima a Napoli per la 6° Edizione di Angeli Musicanti - musiche ed esperienze contemporanee - dove suona sia in solo (theremin, voce) che in duo con Gianni Gebbia, poi a Friburgo (Svizzera) al Belluard Bollwerk Star Festival, organizzato da Belluard Bollwerk International (BBI), in uno spettacolo creato e con Gianni Gebbia, Miriam Palma, Vittorio Villa, Fred Giuliani.
Nel 2003 torna con l’Orchestra Spaziale Casadei a eseguire un repertorio di musiche di Frank Zappa, come solista cantante e di theremin, a Rai Radio 3 suite in occasione della commemorazione della scomparsa del compositore americano.
Prosegue il sodalizio con Vinicio Capossela come thereminista e percussionista nei nuovi tours: Piazza San Marco a Venezia, Teatro Ambra Jovinelli di Roma, Teatro Regio di Torino, in Italia e in Europa, live a Rai Radio 1, Concerto del 1° Maggio a Roma.
Nello stesso anno Vasi è membro effettivo come cantante recitante in Dilemma insieme a Tristan Honsinger, Edoardo Marraffa, Enrico Sartori, Antonio Borghini, Cristiano De Fabritiis, con i quali partecipa ad un tour nei Paesi Bassi toccando anche il Bimhuis di Amsterdam, nota sala da concerti jazz della capitale.
Più tardi al gruppo si aggiungono anche Luigi "Lullo" Mosso, Cristina Vetrone e ai testi lo scrittore Ermanno Cavazzoni e il progetto cambierà nome in Small Talk.
Vasi è fondatore dell'etichetta discografica indipendente Harpo insieme a Massimo Semprini e Antonio Coatti. L'etichetta produce tre pubblicazioni poi chiude.
Sempre nel 2003 Vasi è invitato al Festival di Victoriaville in Canada con il Trio Bassa Fedeltà, insieme a Mirko Sabatini e Jean Pierre Gauthier.
Suona al 2° Italian Jazz Rebels Festival, in quartetto con Mirko Sabatini, Zeno De Rossi e Luigi "Lullo" Mosso, nonché con Specchio Ensemble in occasione dell'uscita del CD Porcyville.
Con Switters partecipa al 2° Jazz Nomades Festival di Parigi e a San Teodoro (Olbia) in Sardegna al Uan, ciù, free... Jazz.
Realizza concerti con il suo progetto Vince Vasi QY Lunch, tra i tanti ad Areasismica Meldola e al GEA Festival di teatro contemporaneo di Treviso, e con altri progetti come Klang On e Eredità dal futuro.
È accompagnatore Thereminista in Imago Pietatis, del performer californiano Reverend Ethan Acres, prodotta dal Guido Costa Projects nella galleria d'arte omonima a Torino.
Nello stesso anno è in tour in Italia e in Europa con Switters, toccando il Festival Dissonanze a Venezia, poi Ljubliana, Maribor, Berlino, Dresda.
Nel 2004 in gennaio è in tour con il trio European Stronktet insieme a Jacopo Andreini e Scot Rosemberg. Subito dopo suona a Palermo in anteprima assoluta con il trio Switters in un reading dell’ultimo romanzo di Wu Ming 1 dal titolo New Thing.
In febbraio è invitato insieme a Mirko Sabatini da Steve Piccolo e Gak Sato all’Accademia di Belle Arti di Bergamo a proporre un workshop sugli strumenti autocostruiti, successivamente suona a Milano con Steve Piccolo, Gak Sato e Massimo Falascone.
In marzo debutta all’Università di Modena nella rassegna curata da Giordano Montecchi con il progetto Etherguys in trio con Gak Sato e Mirko Sabatini.
Più avanti esordisce a Roma in una rassegna curata da Epox con un nuovo progetto in solo dal nome Dervishi che unisce l’installazione al concerto in multidiffusione circolare tramite una macchina costruita su commissione dall’ingegnere elettronico Sandro Grassia.
In aprile realizza concerti con l’Orchestra Spaziale, QY Shellsoup insieme a Nigen Antonio Coatti, con il trio Bace Invaders insieme a Francesco Cusa e Carlo Natoli, con Tristan Honsingher’s Dilemma, Collettivo Bassesfere.
In maggio suona al Concerto del 1° maggio di Genova con Vinicio Capossela insieme a Matteo Salvatore, qualche giorno dopo sempre con Capossela suona all’Auditorium Parco della Musica di Roma insieme a Cesare Malfatti, Mario Brunello e l’orchestra d’archi Italiana, poi allo Yan Club di Pechino e a Barcellona.
Suona a Bologna in quartetto con Anna Troisi, John Berdt e Dan Breen e a Mestre con Shellvibes.
In giugno è ospitato al SynchFestival di Atene dove si esibisce dal vivo con il progetto QY Lunch unito a Dervishi e nei giorni successivi un workshop sull’utilizzo del theremin, tornato in Italia realizza ancora concerti con l’Orchestra spaziale e subito dopo riparte per un tour in Germania con la band di Vinicio Capossela che si conclude in luglio al Torino Free Festival insieme a Sean Mc. Gowen, Flaco Jimenez, e Marc Ribot.
In luglio debutta con il gruppo di Roy Paci - CorLeone, realizza concerti con Musica Nel Buio in un repertorio di Nino Rota, continuano I concerti con Vinicio Capossela e tra i tanti a Napoli, insieme a Vinicius Cantuaria, esegue un nuovo repertorio dedicato ai Beatles con l’Orchestra Spaziale chiamato Revolvering.
In agosto e settembre realizza concerti con Vinicio Capossela e Roy Paci Corleone suonando al festival Jazz di Sant'Anna Arresi, subito dopo entra in studio per realizzare l’album di CorLeone.
In ottobre si unisce al progetto di Vinicio Capossela Siamo rimasti solo voce reading per ombre, echi, visioni dal suo romanzo Non si muore tutte le mattine insieme a Gak sato, Alessandro Stefana, Marco Tagliola, il teatro delle ombre, Controluce, suonando al REC Festival di Reggio Emilia, da cui registra il programma Radiocapitolazioni, trasposizione radiofonica dello spettacolo in onda a puntate su Rai radio tre. Suona inoltre al Teatro Brancaleone di Roma insieme a Cristiano De Fabritiis, Fabio “Reeks” Recchia, come accompagnamento al film muto Axan.
In novembre partecipa anche a un reading con Switters + Wu Ming 1, ritorna poi in concerto con il trio di theremin Etherguys con Gak sato e Sabina Meyer.
In dicembre partecipa a due incontri dedicati a 100 anni di Jazz organizzati dall’associazione Bassesfere in collaborazione con Giampiero Cane, suona con l'Orchestra Spaziale, partecipa alla prima dello spettacolo La luce fa spettacolo con Roy Paci e Oreste Valente.
Proseguono intanto le partecipazioni ai reading di Vinicio Capossela, l'ultimo trasmesso in diretta sulla Rai, e a seguire il tour natalizio del cantautore irpino.

## Discografia

### Album
- 2001 - Man with the Movie Camera - (con Tiziano Popoli)
- 2001 - Mosche mutanti - (con Gastronauti)
- 2002 - Batofar cherche l'Italie (con Gastronauti e AAVV)
- 2005 - QY Lunch - Etnagigante / V2 – EDEL
- 2005 - The Anabaptist Loop - ImprovvisatoreInvolontario / Wide - (con Switters)
- 2007 - Circo inferno cabaret vol. 3 - (con AAVV)
- 2008 - Current trends in the Italian Music Disaster - (con Switters)
- 2008 - Old Red City - live Crash - (con Edoardo Marraffa, Marco Tabellini e Stefano Giust)
- 2010 - Braccio Elettrico, Theremin solo
- 2011 -  Perfavore Sing - (con Giorgio Pacorig)
- 2013 - Senza alibi - (Bassesferec) - (con Collettivo Bassesfere)
- 2014 - Hai paura del buio? Reloaded-featuring di Afterhours - (con Fuzz Orchestra)
- 2015 - OoopopoiooO - (con Valeria Sturba, OoopopoiooO)
- 2019 - Elettromagnetismo e libertà - (con Valeria Sturba, OoopopoiooO)
- 2020 - 391-Vol.7 Emilia-Romagna - Voyage Through The Deep '80s Underground In Italy - (con AAVV)
- 2021 - Fuoriforma - (con Luigi Lullo Mosso e Massimo Simonini)
- 2021 - Braccio Elettrico 10°Anniversary - CD
- 2023 - Braccio Elettrico 10°Anniversary - vinile e cassetta

### Con Ella Guru
- 1997 - Morbius
- 1998 - Mister X

### Con N.O.R.M.A.
- 1997 - L'Arpa e l'asino (N.O.R.M.A. + Chris Cutler)

### Con Trio Magneto
- 1999 - Trio Magneto

### Con Indoeuropean Music Ensemble
- 2000 - Indoeuropean Music Ensemble

### Con Switters
- 2005 - The Anabaptist Loop
- 2008 - Current Trends In The Contemporary Italian Music Disaster

### Con Zeno De Rossi Shtik
- 2007 - Me'or 'Einayim
- 2010 - The Manne I Love! (Vol.1 & Vol.2)

### Con Orchestra spaziale
- 2013 - Meets Zappafrank

### Con OoopopoiooO
- 2015 - OoopopoiooO
- 2019 - Elettromagnetismo e libertà